# Rolf Kutschera

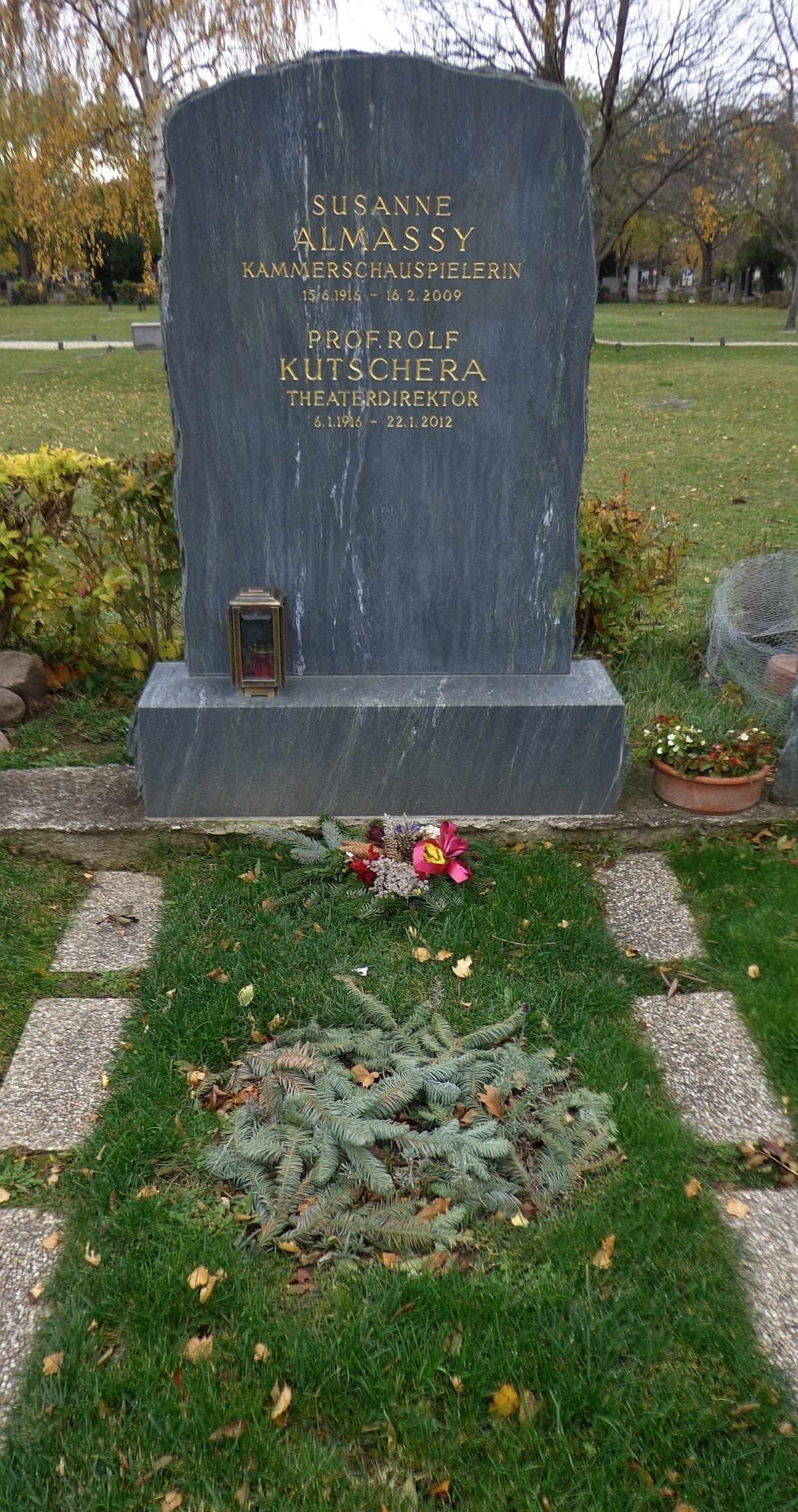
Wiener Zentralfriedhof – ehrenhalber gewidmetes Grab von Susanne Almassy und Rolf Kutschera

Rolf Kutschera (eigentlich Adolf Kucera, auch: Adolf Kučera; * 6. Jänner 1916 in Wien; † 22. Jänner 2012 ebenda) war ein österreichischer Schauspieler, Regisseur und Theaterdirektor.

## Leben

### Bis 1945
Der in Wien-Ottakring geborene Adolf Kučera war gelernter Fleischhauer, bevor er die schauspielerische Laufbahn einschlug. Seine erste künstlerische Ausbildung bekam er im Alter von sieben Jahren, nachdem erste Versuche an der Geige ohne Erfolg waren: „Ich habe darauf immer fürchterlich herumgekratzt.“ Mit dem Theater an der Wien kam er erstmals als „Claqueur“ in Berührung: „Wer wollte, konnte täglich kommen. Natürlich war ich Stammgast.“
Rolf Kutschera nahm bei Rudolf Beer an der Scala Wien Schauspielunterricht und schloss dort seine Ausbildung im Jahr 1936 ab. Anfangs betätigte er sich unter anderem als Pianist, Textautor und Komponist für Kabarett, Chansons. 1937 bekam er am Theater an der Wien sein erstes Engagement. Sein Bühnendebüt gab er 1938 am Stadttheater Heidelberg mit der Titelrolle in Goethes Trauerspiel Clavigo. Es folgten Engagements am Landestheater Linz (Spielzeit 1939/1940) und ab der Spielzeit 1940/1941 am Volkstheater Wien. Kurz danach wurde er im Zweiten Weltkrieg zur Wehrmacht eingezogen. Bis zur Theatersperre im Jahr 1944 konnte er jedoch bald darauf wieder am Volkstheater spielen, dessen er festes Ensemblemitglied er bis 1945 geblieben ist.

### Nachkriegszeit bis 1965
Nach 1945 arbeitete Kutschera zunächst als Autor von Revuen und als Conférencier. Nach dem Ende der Theatersperre wurde er an die Wiener Scala engagiert. In der Folge war er als Schauspieler und Regisseur unter anderem am Theater in der Josefstadt, an den Wiener Kammerspielen, am Wiener Volkstheater und am Wiener Bürgertheater tätig. Bis Anfang der 1950er Jahre verkörperte er etwa 40 Rollen; hauptsächlich wurde er dabei im Rollenfach des „Charakterliebhabers“ eingesetzt.
Ab 1950 war Kutschera vor allem in Berlin als Schauspieler und Regisseur, unter anderem am Renaissance-Theater, an der Komödie Berlin sowie am Theater am Kurfürstendamm, engagiert. Er inszenierte dort, wo man ihn deshalb alsbald als „König des Boulevards“ bezeichnete, hauptsächlich Lustspiele und Komödien. Weitere Engagements hatte er am Hamburger Schauspielhaus, am Theater am Central in Zürich und an der Komödie Stuttgart. Daneben spielte und inszenierte er weiterhin in der Josefstadt, „seine Wiener Inszenierungen wie ‚Staatsaffären‘, ‚Bei Kerzenlicht‘ und ‚Einzelgänger‘ galten als Glanzpunkte des Unterhaltungstheaters jener Zeit“ (Nachruf ORF).
Zu seinen Inszenierungen Anfang der 1950er Jahre gehörten unter anderem: Blaubarts achte Frau von Alfred Savoir (Theater am Central, Zürich), Lieber nach Afrika von Noël Coward (Theater am Central, Zürich), Staatsaffären von Louis Verneuil (Theater am Central, Zürich; Renaissance-Theater, Berlin 1955; Komödie Stuttgart; Theater in der Josefstadt), Die ist nicht von gestern von Garson Kanin, Der Mann des Schicksals von George Bernard Shaw, Die große Katharina (alle am Schauspielhaus Hamburg), Intimitäten von Noël Coward (Renaissance-Theater Berlin; Komödie Stuttgart), Die Cousine aus Warschau von Louis Verneuil (Renaissance-Theater Berlin), Bei Anruf Mord von Frederick Knott (Komödie Berlin) und Bei Kerzenlicht von Rudolf Katscher und Karl Farkas (Komödie Berlin; Theater in der Josefstadt).

### „Musicalpionier“ in Wien ab 1965
Von April 1965 bis 1983 war Kutschera künstlerischer Leiter des Theaters an der Wien, in dieser Zeit war er für 25 Musical-Inszenierungen verantwortlich. Als kaufmännische Leiter waren in seiner Zeit zunächst Robert Jungbluth und ab 1969 Franz Häußler tätig. Wie man was wird im Leben, ohne sich anzustrengen war die erste Produktion, die unter seiner Leitung Premiere hatte.
Für seine Musicals „die ihren Originalinszenierungen aus London und New York um nichts nachstanden“ und die für Wien ein neues Genre darstellten, konnte Kutschera eine Reihe bekannter Schauspieler, aus Österreich und Deutschland verpflichten, darunter Marika Rökk, Dagmar Koller, Harald Juhnke, Theo Lingen, Josef Meinrad, Marianne Mendt und Fritz Muliar.
Der Wiener Kulturstadtrat Andreas Mailath-Pokorny würdigte Kutschera in seinem Nachruf im Jänner 2012 als „Musicalpionier“ und als „Urvater des Musicals“:

„Wie kaum ein anderer hat Rolf Kutschera dazu beigetragen, Wien auf der internationalen Musicallandkarte zu positionieren […]. In seiner 17 Jahre währenden, höchst erfolgreichen Ägide als Direktor des Theaters an der Wien hat er das damals noch umstrittene Musical in Wien etabliert und mit Udo Jürgens' ‚Helden, Helden‘, dem ersten in Wien produzierten Musical, eine neue Entwicklung in Gang gesetzt. [Er] hat damit Mut, Offenheit und Weitsicht bewiesen. […] Das Musical in Wien hat viele Väter, Rolf Kutschera ist der Ur-Vater.“

#### Produktionen unter seiner Direktion
Unter seiner Direktion begann im Dezember 1965 mit der Inszenierung des Broadway-Musicals How to Succeed in Business Without Really Trying am Theater an der Wien die Ära des Musicals in Wien. Weitere Produktionen unter Kutscheras Leitung waren Der Mann von La Mancha (Jänner 1968, mit Josef Meinrad, Blanche Aubry und Fritz Muliar), Hello Dolly! (September 1968, mit Marika Rökk), Anatevka (1969, mit Yossi Yadin), Gigi (1974, mit Johannes Heesters und Bela Erny) und Die Gräfin vom Naschmarkt von Kurt Nachmann und Erwin Halletz (1978, mit Marika Rökk). Weitere Erfolge unter Kutscheras Direktion waren die Musicals Jesus Christ Superstar (Dezember 1981) und Evita (Jänner 1981, mit Isabel Weicken). Kutschera schrieb auch Chansons, z. B. Süsse, kleine Frau (Text: Ditta Duna, einst Ansagerin beim ORF-Fernsehen).

### Fernsehen und Kino
Schon vor 1945 spielte er in einigen Filmproduktionen der Wien-Film. Nach dem Kriegsende wurde er in Österreich und Deutschland zu einem vielbeschäftigten Filmschauspieler und Regisseur. Unter seiner Regie entstanden unter anderem Brillanten aus Wien für den ORF, Die Bekehrung des Ferdys Pistora, der Fernsehfilm Das Wunder einer Nacht und die Unterhaltungsserie Glückliche Reise. Auf der Leinwand und im Fernsehen war er unter anderem in Georg Lhotzkys Scharang-Verfilmung Das doppelte Leben und in Franz Antels Der Bockerer (1981) zu sehen.

### Privat
Verheiratet war Rolf Kutschera mit der Kammerschauspielerin Susanne von Almassy (1916–2009).
Am 22. Jänner 2012 verstarb er im Alter von 96 Jahren und wurde am 1. Februar auf dem Wiener Zentralfriedhof in einem ehrenhalber gewidmeten Grab (Gruppe 40, Nummer 77), neben dem seiner Ehefrau, beigesetzt.

## Auszeichnungen
- 1971: Berufstitel Professor
- 1975: Goldenes Ehrenzeichen des Landes Wien
- 1980 Ehrenmedaille der Stadt Wien in Gold.

## Filmografie (Auswahl)
- 1949: Eins, zwei, drei – aus
- 1952: Pension Schöller
- 1953: Briefträger Müller
- 1955: Ludwig II. – Glanz und Elend eines Königs
- 1955: 08/15 Zweiter Teil
- 1955: Rosenmontag
- 1955: Der Cornet – Die Weise von Liebe und Tod
- 1956: Hengst Maestoso Austria
- 1958: Die Straße
- 1958: Der Schinderhannes
- 1959: Mädchen für die Mambo-Bar
- 1959: Die Gans von Sedan
- 1961: Wer sind Sie, Dr. Sorge? (Qui êtes-vous, Monsieur Sorge?)
- 1962: Die Rebellion
- 1962: Die Fledermaus
- 1963: Leutnant Gustl
- 1963: Schwejks Flegeljahre
- 1963: Die fünfte Kolonne Fernsehserie – Folge: Null Uhr Hauptbahnhof
- 1964: Die Bekehrung des Ferdys Pistora
- 1964: Schach der Dame (Regie)
- 1966: In Frankfurt sind die Nächte heiß
- 1981: Der Bockerer
- 1988: Ferien auf dem Lande

## Theater
- 1950: Ernst Fischer: Der große Verrat (Major Leslie) – Regie: Wolfgang Langhoff (Deutsches Theater Berlin)

## Hörspiele
- 1953: Otto Taussig: Der Fall van der Lubbe – Regie: Franz Josef Engel (RAVAG Wien)